# Kunzia bispinosa
Kunzia bispinosa is een eenoogkreeftjessoort uit de familie van de Paramesochridae. De wetenschappelijke naam van de soort is voor het eerst geldig gepubliceerd in 1974 door Kunz.